# Paramonacanthus arabicus
Paramonacanthus arabicus — вид скелезубоподібних риб родини єдинорогових (Monacanthidae).

## Поширення
Морський, демерсальний, тропічний вид. Поширений на коралових рифах у Перській затоці на глибині до 35 м.

## Опис
Дрібна рибка завдовжки до 6,7 см.